# گل‌نگاره
گل‌نگاره (انگلیسی: Floral diagram) نمای مقطع عرضی اجزای گل در مرحلهٔ غنچه است که ارتباط نسبی اجزای گل‌پوش و نافه و مادگی را نشان می‌دهد و مواردی مانند موقعیت پرچم‌ها و تمکن و گل‌پوش و کاسه یا پوش‌آذین جام را مشخص می‌کند.